# Стасандр
Стасандр (др.-греч. Στάσανδρος IV век до н. э.) — греко-македонский сатрап Арии и Дрангианы.

## Биография
Происхождение Стасандра у Арриана никак не обозначено, а Диодор Сицилийский ограничивается малоопределённым «из Кипра». По мнению Стоянова Е. О., этот момент был неясен уже для современников Стасандра. Так как обычно для киприотов в качестве этникона выступало не название самого острова, а одного из царств, на которые разделялся доэллинистический Кипр.
Ряд исследователей, например, К. Белох, Г. Берве, отождествляют Стасандра со Стасанором, учитывая их происхождение и сходство имён. Как считает Стоянов Е. О., подобная категоричность лишена оснований, так как оба имени хорошо засвидетельствованы на Кипре, а в античных источниках при описании событий Стасандр и Стасанор фигурируют отдельно. Канадский исследователь В. Хеккель считает возможным, что они были друзьями или родственниками, Г. Хилл уточняет — что братьями, Стоянов Е. О. не исключает, что — сыном и отцом.
При жизни Александра Македонского имя Стасандра в источниках не упоминается. Хотя, как подчёркивается у У. Смита, он и мог достичь значительного положения. В 321 году до н. э. при перераспределении сатрапий в Трипарадисе Стасандр получил в управление Арию и Дрангиану, над которыми ранее начальствовал Стасанор. Как отметил Стоянов Е. О., приобретя эти территории, Стасандр в дальнейшем выступал в качестве «своеобразного союзника-вассала» Стасанора, возможно, являясь его ставленником.
Во время Второй войны диадохов Стасанор и Стасандр поддерживали Эвмена. Для участия в битве при Габиене, произошедшей в 316 году до н. э., Стасандр привёл не только своё войско, но и бактрийцев Стасанора.
Исторические источники не сообщают о дальнейшей судьбе Стасандра. Возможно, он погиб во время сражения при Габиене или был казнён после него по приказу Антигона Одноглазого. М. Мендоса считает, что Стасандру удалось бежать. Ария была передана Эвиту.